# Dibsi Faraj
Dibsi Faraj is een archeologische vindplaats op de rechteroever van de Eufraat in het gouvernement Aleppo in Syrië.
De site werd opgegraven als onderdeel van een door UNESCO gecoördineerde internationale operatie om zo veel mogelijk archeologische vindplaatsen op te graven in het gebied dat overstroomd zou worden door het stuwmeer van de in aanbouw zijnde Tabqadam. Het Syrische Departement voor Oudheden deed een eerste verkennend onderzoek in 1971. Van 1972 tot 1974 werd de vindplaats opgegraven door een team van het Dumbarton Oaks Center for Byzantine Studies en het Kelsey Museum of Archaeology aan de Universiteit van Michigan, onder leiding van Richard P. Harper. Inmiddels is Dibsi Faraj overstroomd door het stijgende water van het Assadmeer.
De opgravingen toonden aan dat Dibsi Faraj werd bewoond tussen de eerste en de tiende eeuw n.Chr. In deze periode ontwikkelde de nederzetting zich van een Romeins dorp in de eerste eeuw naar een zwaar versterkte, verstedelijkte Byzantijnse nederzetting. Dibsi Faraj werd grotendeels verlaten tijdens de vroeg-islamitische periode, mogelijk nadat een aardbeving in 859 n.Chr. veel schade aanrichtte.
Dibsi Faraj was strategisch gelegen op een heuvel die uitkeek over landbouw- en weidegronden. De nederzetting bestond uit een bovenstad van 5 hectare en een benedenstad van 20 hectare. De oudste bewoningssporen zijn in de bovenstad gevonden. Woonhuizen zijn enkel in het oostelijke deel van de vindplaats aangetroffen. In het westelijke deel zijn publieke gebouwen opgegraven, waaronder thermen, een basilica en een principia (militair hoofdkwartier). De bovenstad werd beschermd door een stenen stadsmuur met torens en vier poorten. Deze muren zijn aangelegd tijdens de regering van keizer Diocletianus aan het eind van de derde eeuw n.Chr. Ze werden gerestaureerd in de vijfde eeuw. Opgravingen buiten de stadsmuren legden een huis in de benedenstad bloot, een aarden wal die de benedenstad omringde, en een tweede basilica.
De oude namen van Dibsi Faraj zijn onzeker. Het voorstel om Dibsi Faraj te identificeren met Thapsacus vindt weinig steun onder wetenschappers. Door verschillende bronnen te combineren concluderen de meeste onderzoekers dat Dibsi Faraj Athis genoemd werd in de vroeg-Romeinse bewoningsperiode. Tijdens de laat-Romeinse en vroeg-Byzantijnse periode werd de nederzetting mogelijk Neocaesarea genoemd. Nadat Dibsi Faraj werd ingelijfd in het Omajjaden-rijk, werd het Qasrin genoemd. Deze identificatie is zeker, omdat hij gekoppeld kan worden aan een kanaal dat in die tijd werd aangelegd en waarvan de resten nog geïdentificeerd konden worden ten tijde van de opgraving.